# Folikularna cista jajnika
Folikularna cista jajnika, perzistentni folikul ili vodena cista je fiziološka cista koja nastaje usled izostanka prskanja folikula u vreme ovulacije. Popularno se naziva vodena cista.

## Etiopatogeneza
Svakog meseca tokom menstrualnog ciklusa jajnik otpusti jednu jajnu ćeliju. Jajna ćelija raste unutar folikula (kesasta formacija) u jajniku. Kada folikul sazri, on puca i oslobađa jajnu ćeliju u jajovod.
Folikularne ciste nastaju kada se folikul ne otvori i ne oslobodi jajnu ćeliju, već nastavlja da raste i formira perzistentnu cistu, koji može dovesti i do poremećaja menstrualnog ciklusa. Mogu narasti do veličine između 6 i 7 centimetara, ili retko su veličine ispod 2 santimetra, i obično se tada radi o folikulu koji je već počeo da se apsorbuje, smanjuje i nestaje.

## Klinička slika
Manje ciste uglavnom ne izazivaju nikakve tegobe, osim eventualnog probadanja i pritiska u donjem delu trbuha. Veće folikularne ciste jajnika mogu izazvati:
- bol ili osećaj pritisak u donjem delu trbuha,
- osećaj trnjenje noge.

Ukoliko dođe do iznenadnog prskanja veće ciste — može se javiti oštar bol u trbuhu, poput uboda nožem. 
Jaki bolovi se mogu javiti i nakon uvrtanja (torzije) ciste oko njene peteljke.

## Dijagnoza
Većina cisti se utvrđuje tek na ultrazvučnom pregledu, na kome se folikularna cista jajnika prezentuju kao jedna šupljine, tankog omotača, čija unutrašnjost na ultrazvučnom pregledu izgleda crno.

## Terapija
Kako se najveći broj folikularnih cisti gubi tokom trajanja menstrualnog krvarenja, u većini slučajeva, potrebno je samo praćenje rasta ciste, jer se ona najčešće spontano povlači.
Hormonski preparati koji se propisuju tokom lutalne faze ciklusa (posle ovulacije), kao što su Duphaston, Primolut Nor, kao i tablete za kontracepciju mogu zaustaviti rast ciste i sprečiti njenu ponovnu pojavu.
Ukoliko cista preraste veličinu od 5 cm u prečniku i stvara bolove, a nema nagoveštaja da će se smanjiti savetuje se njeno odstranjivanje hirurškim putem (npr punktiranjem tečnosti iz ciste).

## Spoljašnje veze
|  | Molimo Vas, obratite pažnju na važno upozorenje u vezi sa temama iz oblasti medicine (zdravlja). |